# Sablatnigmoor
Le Sablatnigmoor (en slovène Zablaško blato) est une zone humide protégée située dans la commune d'Eberndorf en Carinthie, en Autriche. Le site a été labellisé en 1992 au titre de la Convention de Ramsar.

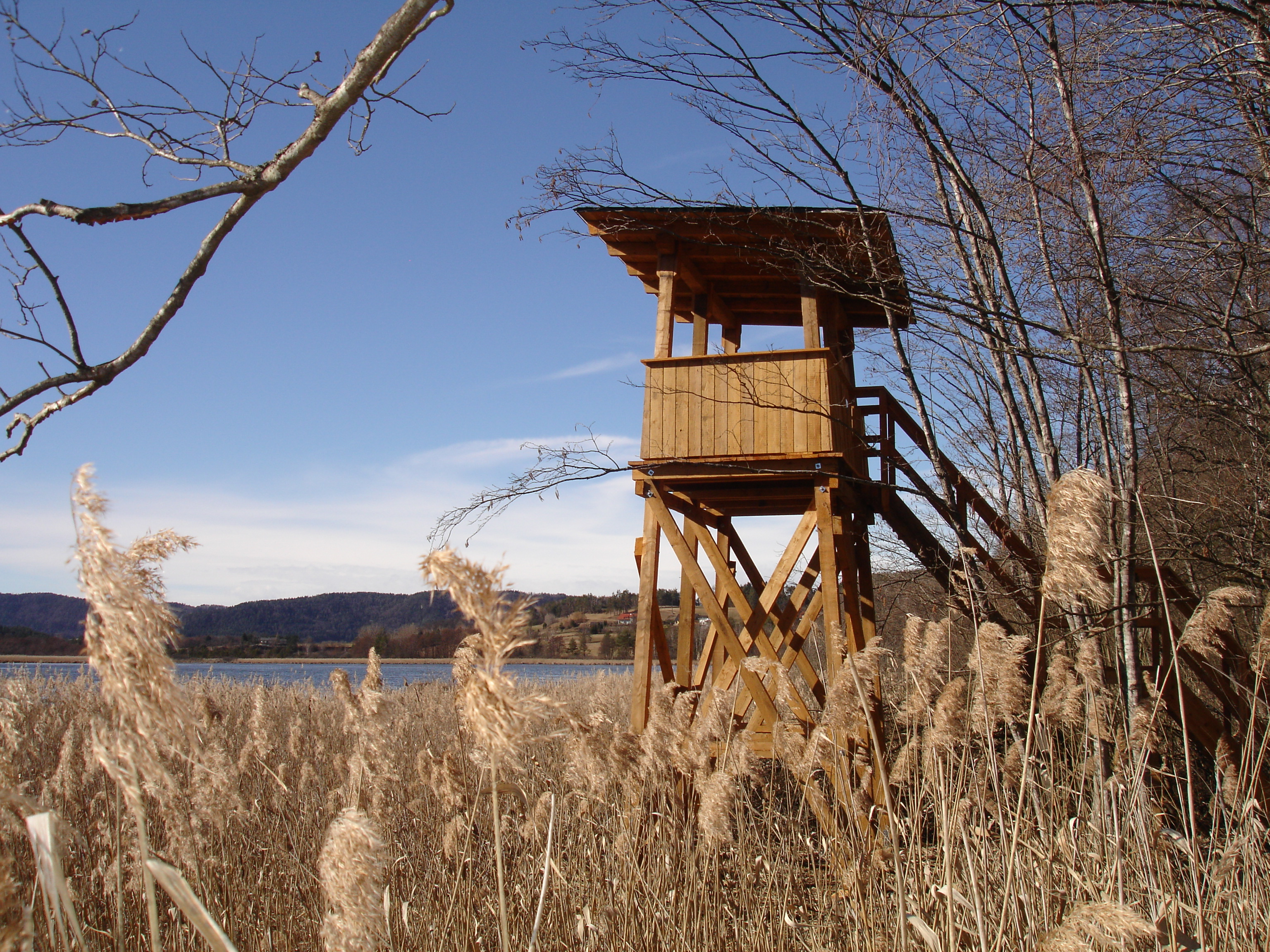
Tour d'observation
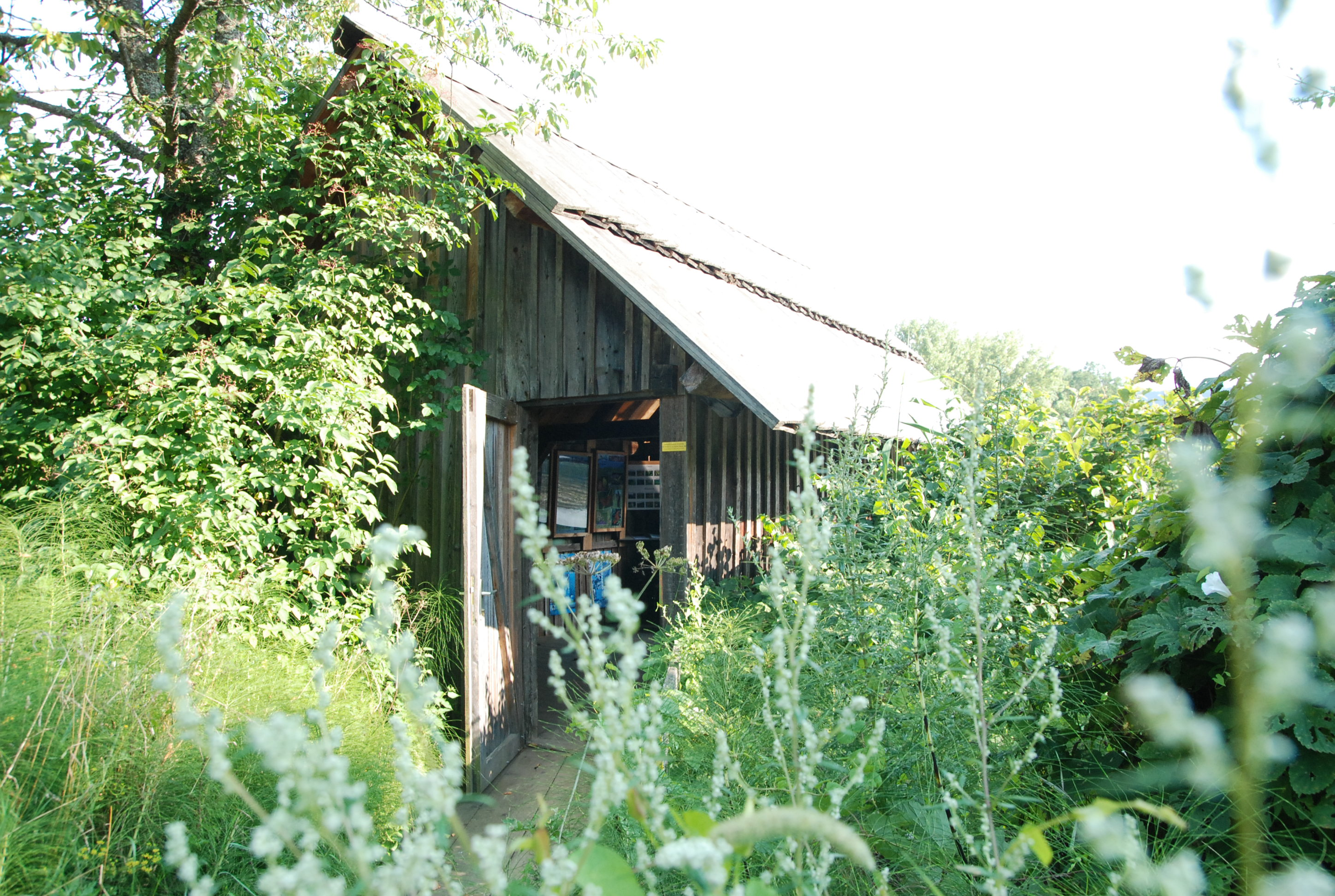
Ancien abri à bateau servant de poste d'observation
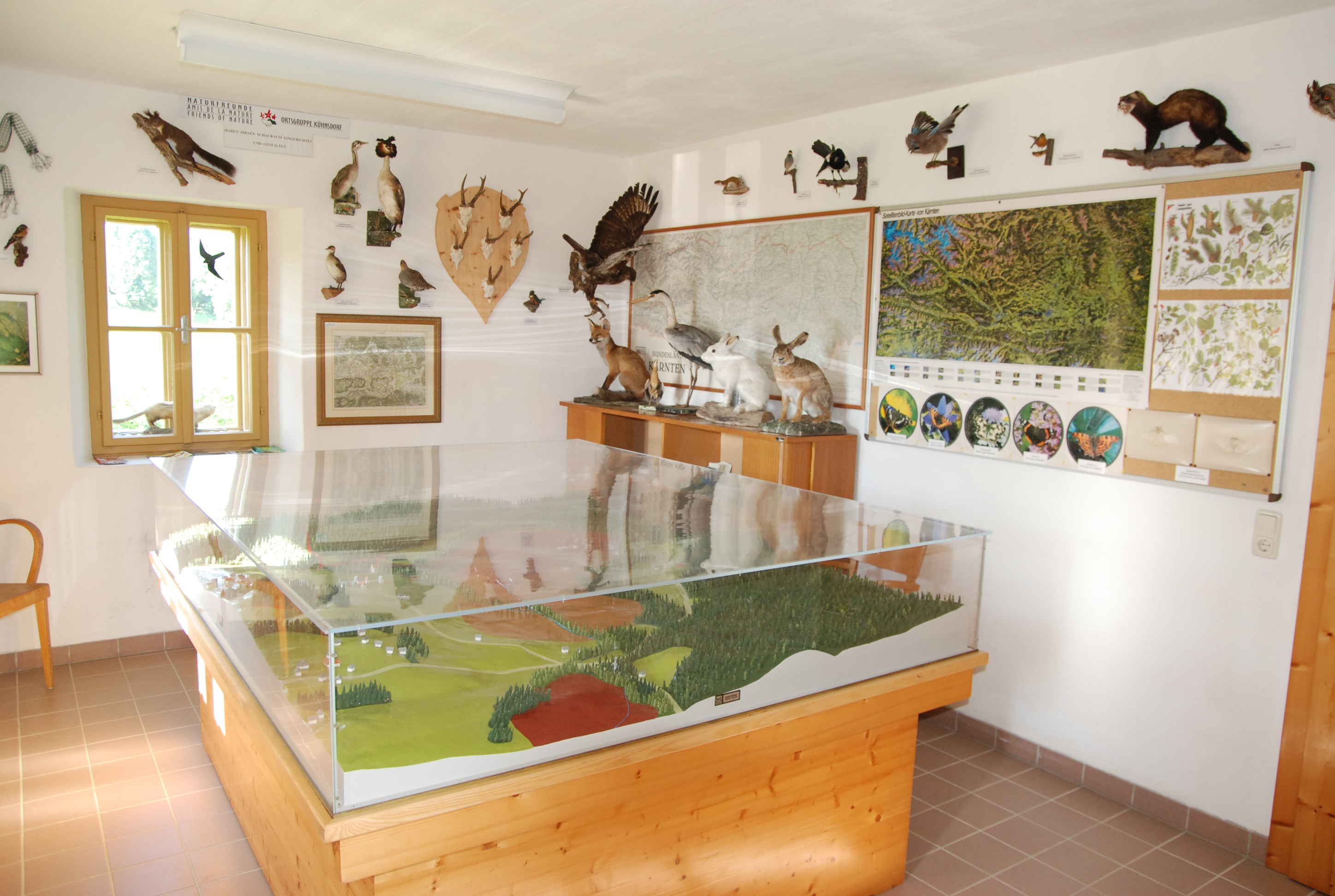
Le musée